# Slinger (Wisconsin)
Slinger é uma vila localizada no estado norte-americano de Wisconsin, no Condado de Washington.

## Demografia
Segundo o censo norte-americano de 2000, a sua população era de 3901 habitantes.
Em 2006, foi estimada uma população de 4391, um aumento de 490 (12.6%).

## Geografia
De acordo com o United States Census Bureau tem uma área de
9,8 km², dos quais 9,7 km² cobertos por terra e 0,1 km² cobertos por água.

## Localidades na vizinhança
O diagrama seguinte representa as localidades num raio de 20 km ao redor de Slinger.